# Ернст I фон Брауншвайг-Грубенхаген
Ернст I фон Брауншвайг-Грубенхаген (на немски: Ernst I von_Braunschweig-Grubenhagen; * ок. 1297, † 9 март 1361) от род Велфи (Стар Дом Брауншвайг), е херцог на Брауншвайг и Люнебург и от 1322 до 1361 г. княз на Княжество Грубенхаген.

## Живот
Той е вторият син на херцог Хайнрих I (1267 – 1322) и на маркграфиня Агнес фон Майсен (1264 – 1322). След смъртта на баща му през 1322 г. Ернст I и братята му Хайнрих II и Вилхелм I си поделят малкото княжество.
Ернст се жени между 10 май 1335 и 9 юни 1336 г. за Аделхайд фон Еверщайн-Поле († сл. 29 септември 1373), дъщеря на граф Херман II фон Еверщайн-Поле и Аделхайд фон Липе.
През 1359 г. той прави своя син Албрехт за сърегент. Неговият по-голям брат Хайнрих умира през 1351 г. и неговите синове се намират в чужбина и умират без наследници, така след смъртта на по-малкия му бездетен брат Вилхелм през 1360 г. цялото Княжество Грубенхаген се управлява от Ернст. След неговата смърт на 9 март 1361 г. той е последван от сина му Албрехт.

## Фамилия
Ернст се жени между 10 май 1335 и 9 юни 1336 г. за Аделхайд фон Еверщайн-Поле († сл. 29 септември 1373), дъщеря на граф Херман II фон Еверщайн-Поле и Аделхайд фон Липе. Двамата имат девет деца:
- Ото (* 1337, † млад)
- Албрехт I (1339−1383), ∞ (1372) Агнес фон Брауншвайг († 1410), дъщеря на херцог Магнус II фон Брауншвайг
- Йохан II († 1401), каноник в Хилдесхайм, Айнбек и Майнц
- Аделхайд (1341 – 1406), ∞ (1362) херцог Богислав V от Померания (1326 – 1374)
- Агнес (1342 – 1394), ∞ (1362) граф Улрих III фон Хонщайн-Келбра († 1414))
- Анна (1343 – 1409), ∞ (1362) граф Хайнрих VIII фон Хонщайн
- Ернст (1346 – 1400/02), абат на Корвей (1369 – 1371)
- Фридрих (1350 – 1421), ∞ Аделхайд фон Анхалт
- Анна (1360 – 1437), абатиса в Остероде